# A Ferencvárosi TC 1930–1931-es szezonja
A Ferencvárosi TC 1930–1931-es szezonja szócikk a Ferencvárosi TC első számú férfi labdarúgócsapatának egy szezonjáról szól, mely összességében és sorozatban is a 28. idénye volt a csapatnak a magyar első osztályban. A klub fennállásának ekkor volt a 32. évfordulója.

## Mérkőzések
| Színmagyarázat | Színmagyarázat |
| -------------- | -------------- |
|                | Győzelem.      |
|                | Döntetlen.     |
|                | Vereség.       |

### Közép-európai kupa1930
(előzményét lásd az 1929–30-as szezonnál)
Elődöntő
| 1930. október 8. |

| Rapid Wien                                  | 5 – 1       | Ferencváros |
| ------------------------------------------- | ----------- | ----------- |
| Kaburek 1' 8' 66' Wesely 30' (11-esből) 80' | Jegyzőkönyv | Kohut 70'   |

| Bécs Nézőszám: 17 000 |

| 1930. október 15. |

| Ferencváros   | 1 – 0       | Rapid Wien |
| ------------- | ----------- | ---------- |
| Takács II 23' | Jegyzőkönyv |            |

| Üllői út, Budapest Nézőszám: 8 000 |

### PLASZ I. osztály 1930–31

#### Őszi fordulók
| 1. forduló 1930. szeptember 7. |

| Bocskai FC | 3 – 2       | Ferencváros      |
| ---------- | ----------- | ---------------- |
|            | Jegyzőkönyv | Táncos Takács II |

| Debrecen |

| 2. forduló 1930. szeptember 14. |

| Ferencváros                     | 5 – 0       | Budai 11 |
| ------------------------------- | ----------- | -------- |
| Lyka Táncos Toldi ög' Takács II | Jegyzőkönyv |          |

| Üllői út, Budapest |

| 3. forduló 1930. október 5. |

| Bástya FC | 0 – 2       | Ferencváros      |
| --------- | ----------- | ---------------- |
|           | Jegyzőkönyv | Takács II Táncos |

| Szeged |

| 4. forduló 1930. október 12. |

| Sabária SC | 1 – 1       | Ferencváros |
| ---------- | ----------- | ----------- |
|            | Jegyzőkönyv | Toldi       |

| Szombathely |

| 5. forduló 1930. október 19. |

| Nemzeti FC | 0 – 0               | Ferencváros |
| ---------- | ------------------- | ----------- |
|            | (0 – 0) Jegyzőkönyv |             |

| Hungária körút, Budapest |

| 6. forduló 1930. november 2. |

| Ferencváros | 1 – 1               | Hungária |
| ----------- | ------------------- | -------- |
| Táncos      | (0 – 0) Jegyzőkönyv |          |

| Üllői út, Budapest Játékvezető: Klug Frigyes (magyar) |

| 7. forduló 1930. november 9. |

| Ferencváros | 1 – 1               | Újpest |
| ----------- | ------------------- | ------ |
| Kohut       | (1 – 1) Jegyzőkönyv |        |

| Üllői út, Budapest Játékvezető: Iváncsics Mihály (magyar) |

| 8. forduló 1930. november 16. |

| Vasas | 5 – 2       | Ferencváros     |
| ----- | ----------- | --------------- |
|       | Jegyzőkönyv | Toldi Takács II |

| Budapest |

| 9. forduló 1930. november 23. |

| Ferencváros                 | 5 – 2       | Kispest |
| --------------------------- | ----------- | ------- |
| Takács II Kohut Turay Lázár | Jegyzőkönyv |         |

| Üllői út, Budapest |

| 10. forduló 1930. november 30. |

| Pécs–Baranya | 0 – 4       | Ferencváros                 |
| ------------ | ----------- | --------------------------- |
|              | Jegyzőkönyv | Toldi Turay Takács II Lázár |

| Pécs |

| 11. forduló 1930. december 7. |

| Ferencváros     | 4 – 2       | III. Kerületi TVE |
| --------------- | ----------- | ----------------- |
| Takács II Toldi | Jegyzőkönyv |                   |

| Üllői út, Budapest |

#### Tavaszi fordulók
| 12. forduló 1931. február 15. |

| Ferencváros | 1 – 0       | Sabária SC |
| ----------- | ----------- | ---------- |
| Szedlacsik  | Jegyzőkönyv |            |

| Üllői út, Budapest |

| 13. forduló 1931. február 22. |

| Ferencváros | 0 – 1               | III. Kerületi TVE |
| ----------- | ------------------- | ----------------- |
|             | (0 – 1) Jegyzőkönyv |                   |

| Üllői út, Budapest |

| 14. forduló 1931. március 1. |

| Ferencváros | 2 – 3       | Vasas |
| ----------- | ----------- | ----- |
| Toldi       | Jegyzőkönyv |       |

| Üllői út, Budapest |

| 15. forduló 1931. március 8. |

| Kispest | 1 – 2       | Ferencváros          |
| ------- | ----------- | -------------------- |
|         | Jegyzőkönyv | Takács II Szedlacsik |

| Hungária körút, Budapest |

| 16. forduló 1932. október 23. |

| Ferencváros                 | 7 – 0               | Bástya FC |
| --------------------------- | ------------------- | --------- |
| Turay Papp Szedlacsik Toldi | (1 – 0) Jegyzőkönyv |           |

| Üllői út, Budapest Nézőszám: 3 000 Játékvezető: Virzinger (magyar) |

| 17. forduló 1931. március 29. |

| Ferencváros | 2 – 2       | Nemzeti FC |
| ----------- | ----------- | ---------- |
| Toldi Turay | Jegyzőkönyv |            |

| Budapest |

| 18. forduló 1931. április 5. |

| Újpest | 3 – 1               | Ferencváros |
| ------ | ------------------- | ----------- |
|        | (2 – 0) Jegyzőkönyv | Takács II   |

| Megyeri út, Újpest Játékvezető: Iváncsics Mihály (magyar) |

| 19. forduló 1931. április 26. |

| Budai 11 | 0 – 4       | Ferencváros     |
| -------- | ----------- | --------------- |
|          | Jegyzőkönyv | Takács II Toldi |

| Üllői út, Budapest |

| 20. forduló 1931. május 10. |

| Hungária | 1 – 4       | Ferencváros           |
| -------- | ----------- | --------------------- |
|          | Jegyzőkönyv | Kohut Turay Takács II |

| Hungária körút, Budapest |

| 21. forduló 1931. május 17. |

| Ferencváros    | 4 – 0       | Pécs–Baranya |
| -------------- | ----------- | ------------ |
| Sárosi I Turay | Jegyzőkönyv |              |

| Hungária körút, Budapest |

| 22. forduló 1931. május 31. |

| Ferencváros            | 6 – 2               | Bocskai FC |
| ---------------------- | ------------------- | ---------- |
| Takács II Turay Táncos | (2 – 1) Jegyzőkönyv |            |

| Üllői út, Budapest Nézőszám: 6 000 Játékvezető: Karsay (magyar) |

#### A végeredmény
| #  | Csapat            | J  | Gy | D | V  | Rg | Kg | Gk  | P  | Megjegyzés                 |
| -- | ----------------- | -- | -- | - | -- | -- | -- | --- | -- | -------------------------- |
| 1  | Újpest            | 22 | 16 | 3 | 3  | 71 | 33 | +38 | 35 | Bajnok                     |
| 2  | Hungária          | 22 | 12 | 6 | 4  | 67 | 33 | +34 | 30 | 1931-es közép-európai kupa |
| 3  | Ferencváros       | 22 | 12 | 5 | 5  | 60 | 28 | +32 | 29 |                            |
| 4  | Bocskai FC        | 22 | 12 | 4 | 6  | 56 | 48 | +8  | 28 | 1931-es közép-európai kupa |
| 5  | Nemzeti FC        | 22 | 8  | 8 | 6  | 38 | 38 | 0   | 24 |                            |
| 6  | III. Kerületi TVE | 22 | 8  | 5 | 9  | 40 | 41 | -1  | 21 |                            |
| 7  | Sabária SC        | 22 | 8  | 4 | 10 | 32 | 40 | -8  | 20 |                            |
| 8  | Vasas SC          | 22 | 6  | 5 | 11 | 41 | 52 | -11 | 17 |                            |
| 9  | Budai 11          | 22 | 6  | 5 | 11 | 28 | 51 | -23 | 17 |                            |
| 10 | Kispest           | 22 | 6  | 4 | 12 | 40 | 55 | -15 | 16 |                            |
| 11 | Bástya FC         | 22 | 4  | 6 | 12 | 35 | 61 | -26 | 14 | Kiesett NB II              |
| 12 | Pécs–Baranya      | 22 | 5  | 3 | 14 | 27 | 55 | -28 | 13 | Kiesett NB II              |

#### Eredmények összesítése
Az alábbi táblázatban összesítve szerepelnek a Ferencvárosi TC 1930/31-es bajnokságban elért eredményei.
| Ősz/tavasz (forduló)    | Otthon | Otthon | Otthon | Otthon | Otthon | Otthon | Otthon | Idegenben | Idegenben | Idegenben | Idegenben | Idegenben | Idegenben | Idegenben |
| Ősz/tavasz (forduló)    | M      | GY     | D      | V      | LG–KG  | GK     | P      | M         | GY        | D         | V         | LG–KG     | GK        | P         |
| ----------------------- | ------ | ------ | ------ | ------ | ------ | ------ | ------ | --------- | --------- | --------- | --------- | --------- | --------- | --------- |
| Őszi szezon (1–11.)     | 5      | 3      | 2      | 0      | 16–6   | +10    | 8      | 6         | 2         | 2         | 2         | 11–9      | +2        | 6         |
| Tavaszi szezon (12–22.) | 7      | 4      | 1      | 2      | 22–8   | +14    | 9      | 4         | 3         | 0         | 1         | 11–5      | +6        | 6         |
| Összesen (1–22.)        | 12     | 7      | 3      | 2      | 38–14  | +24    | 17     | 10        | 5         | 2         | 3         | 22–14     | +8        | 12        |

### Magyar kupa 1930–31
| 1930. szeptember 21. |

| Sabária SC | 1 – 7       | Ferencváros                      |
| ---------- | ----------- | -------------------------------- |
|            | Jegyzőkönyv | Takács II Lázár Furmann Gyarmati |

| Üllői út, Budapest |

| 1931. március 25. |

| Ferencváros                         | 15 – 0      | Pécsi VSK |
| ----------------------------------- | ----------- | --------- |
| Turay Toldi Táncos Kohut Szedlacsik | Jegyzőkönyv |           |

| Üllői út, Budapest |

| 1931. április 19. |

| Ferencváros           | 6 – 1       | Újpest |
| --------------------- | ----------- | ------ |
| Turay Takács II Toldi | Jegyzőkönyv |        |

| Üllői út, Budapest |

| 1931. május 24. |

| Hungária | 3 – 6 (h. u.)                     | Ferencváros           |
| -------- | --------------------------------- | --------------------- |
|          | (2 – 2, 3 – 3, 3 – 5) Jegyzőkönyv | Takács II Kohut Turay |

| Hungária körút, Budapest |

Döntő
| 1931. május 25. |

| III. Kerületi TVE | 4 – 1               | Ferencváros |
| ----------------- | ------------------- | ----------- |
|                   | (3 – 0) Jegyzőkönyv | ög'         |

| Üllői út, Budapest Nézőszám: 3 000 Játékvezető: Csárdás Ágoston (magyar) |

### Egyéb mérkőzések
| 1930. augusztus 16. |

| Érsekújvár SE | 1 – 6       | Ferencváros                  |
| ------------- | ----------- | ---------------------------- |
|               | Jegyzőkönyv | Takács II Táncos Turay Toldi |

| Érsekújvár |

| 1930. augusztus 17. |

| Polgári TE | 1 – 6       | Ferencváros     |
| ---------- | ----------- | --------------- |
|            | Jegyzőkönyv | Takács II Kohut |

| Pozsony |

| 1930. augusztus 23. |

| Beogradski SK | 0 – 3       | Ferencváros           |
| ------------- | ----------- | --------------------- |
|               | Jegyzőkönyv | Kohut Takács II Toldi |

| Belgrád |

| 1930. augusztus 24. |

| Jugoszlavija | 2 – 5               | Ferencváros     |
| ------------ | ------------------- | --------------- |
|              | (1 – 4) Jegyzőkönyv | Toldi Takács II |

| Belgrád |

| 1930. augusztus 31. |

| Ferencváros                  | 6 – 2       | Fall River |
| ---------------------------- | ----------- | ---------- |
| Takács II Toldi Táncos Turay | Jegyzőkönyv |            |

| Üllői út, Budapest |

| 1930. december 1. |

| Slavia Osijek | 1 – 6       | Ferencváros              |
| ------------- | ----------- | ------------------------ |
|               | Jegyzőkönyv | Takács II Turay Berkessy |

| Eszék |

| 1930. december 25. |

| US Triestina | 4 – 3       | Ferencváros               |
| ------------ | ----------- | ------------------------- |
|              | Jegyzőkönyv | Szedlacsik Berkessy Turay |

| Trieszt |

| 1930. december 26. |

| FC Napoli | 7 – 3       | Ferencváros |
| --------- | ----------- | ----------- |
|           | Jegyzőkönyv | Toldi Turay |

| Nápoly |

| 1930. december 28. |

| Genoa CFC | 3 – 1       | Ferencváros |
| --------- | ----------- | ----------- |
|           | Jegyzőkönyv | Toldi       |

| Genova |

| 1931. január 1. |

| Bologna FC | 2 – 4       | Ferencváros              |
| ---------- | ----------- | ------------------------ |
|            | Jegyzőkönyv | Toldi Kohut Turay Táncos |

| Bologna |

| 1931. január 7. |

| Sokol Beograd | 1 – 7       | Ferencváros                             |
| ------------- | ----------- | --------------------------------------- |
|               | Jegyzőkönyv | Takács II Szedlacsik Kohut Táncos Turay |

| Belgrád |

| 1931. január 8. |

| Jugoszlavija | 2 – 2       | Ferencváros     |
| ------------ | ----------- | --------------- |
|              | Jegyzőkönyv | Kohut Takács II |

| Belgrád |

| 1931. január 11. |

| Beogradski SK | 2 – 2       | Ferencváros     |
| ------------- | ----------- | --------------- |
|               | Jegyzőkönyv | Takács II Turay |

| Belgrád |

| 1931. március 22. |

| FC Bratislava | 2 – 3       | Ferencváros     |
| ------------- | ----------- | --------------- |
|               | Jegyzőkönyv | Takács II Toldi |

| Pozsony |

| 1931. április 6. |

| Ferencváros     | 7 – 0       | Vasas |
| --------------- | ----------- | ----- |
| Takács II Turay | Jegyzőkönyv |       |

| Üllői út, Budapest |

| 1931. április 21. |

| Ferencváros | 2 – 1               | US Triestina |
| ----------- | ------------------- | ------------ |
| Takács II   | (2 – 1) Jegyzőkönyv |              |

| Üllői út, Budapest |

- Vihar miatt félbeszakadt.

| 1931. május 1. |

| Aradi MTE, Gloria vegyes | 1 – 8               | Ferencváros                |
| ------------------------ | ------------------- | -------------------------- |
|                          | (1 – 3) Jegyzőkönyv | Takács II Szedlacsik Lázár |

| Arad |

| 1931. május 2. |

| Radnički 1923 | 2 – 5               | Ferencváros, III. Kerületi TVE, Nemzeti FC vegyes |
| ------------- | ------------------- | ------------------------------------------------- |
|               | (1 – 1) Jegyzőkönyv | Ormos Lengyel Czétényi Dömötör                    |

| Újvidék |

| 1931. május 3. |

| Jugoszlavija | 2 – 1       | Ferencváros, III. Kerületi TVE, Nemzeti FC vegyes |
| ------------ | ----------- | ------------------------------------------------- |
|              | Jegyzőkönyv |                                                   |

| Újvidék |

| 1931. május 3. |

| Nagyváradi AC, Nagyváradi Törekvés vegyes | 2 – 5               | Ferencváros        |
| ----------------------------------------- | ------------------- | ------------------ |
|                                           | (1 – 3) Jegyzőkönyv | Takács II Sárosi I |

| Nagyvárad |

| 1931. június 21. |

| Fluminense | 2 – 3       | Ferencváros     |
| ---------- | ----------- | --------------- |
|            | Jegyzőkönyv | Turay Takács II |

| Rio de Janeiro |

| 1931. június 25. |

| Rio válogatott | 3 – 1               | Ferencváros |
| -------------- | ------------------- | ----------- |
|                | (2 – 0) Jegyzőkönyv | Szedlacsik  |

| Rio de Janeiro |

| 1931. június 28. |

| Rio válogatott | 2 – 2               | Ferencváros |
| -------------- | ------------------- | ----------- |
|                | (2 – 1) Jegyzőkönyv | Takács II   |

| Rio de Janeiro |

| 1931. július 2. |

| Brazília | 6 – 1               | Ferencváros |
| -------- | ------------------- | ----------- |
|          | (2 – 1) Jegyzőkönyv | Táncos      |

| São Paulo |

| 1931. július 5. |

| Palestra Itália | 2 – 3               | Ferencváros          |
| --------------- | ------------------- | -------------------- |
|                 | (1 – 2) Jegyzőkönyv | Takács II Zilahi ög' |

| São Paulo |

| 1931. július 7. |

| Palestra Itália | 5 – 2               | Ferencváros  |
| --------------- | ------------------- | ------------ |
|                 | (4 – 1) Jegyzőkönyv | Zilahi Lázár |

| São Paulo |

| 1931. július 12. |

| Uruguay | 2 – 1               | Ferencváros |
| ------- | ------------------- | ----------- |
|         | (2 – 1) Jegyzőkönyv | Szedlacsik  |

| Montevideo |

| 1931. július 14. |

| Montevideo Wanderers | 5 – 2       | Ferencváros          |
| -------------------- | ----------- | -------------------- |
|                      | Jegyzőkönyv | Szedlacsik Takács II |

| Montevideo |

| 1931. július 18. |

| Peñarol | 1 – 3               | Ferencváros                |
| ------- | ------------------- | -------------------------- |
|         | (0 – 3) Jegyzőkönyv | Turay Takács II Szedlacsik |

| Montevideo |

## Külső hivatkozások
- A csapat hivatalos honlapja (magyarul)
- Az 1930–1931-es szezon menetrendje a tempofradi.hu-n (magyarul)